# Giesela Rühl
Giesela Rühl (* 8. März 1974 in Duisburg) ist eine deutsche Rechtswissenschaftlerin. Sie forscht und lehrt an der Humboldt-Universität zu Berlin.

## Leben
Giesela Rühl studierte von 1993 bis 1998 Rechtswissenschaft an den Universitäten Bonn und Lausanne (Schweiz). Nach der Ersten Juristischen Staatsprüfung wechselte sie als wissenschaftliche Mitarbeiterin an das Max-Planck-Institut für ausländisches und internationales Privatrecht in Hamburg und promovierte dort bei Jürgen Basedow mit einer rechtsvergleichenden Arbeit über die Harmonisierung des Versicherungsvertragsrechts in Europa. 2001 erwarb sie einen Master of Laws an der University of California, Berkeley (USA). Nach der Zweiten Juristischen Staatsprüfung im Jahr 2004 ging Giesela Rühl zunächst für ein Jahr als Joseph Story Fellow an die Harvard Law School (USA). Danach kehrte sie an das Hamburger Max-Planck-Institut zurück und begann mit der Arbeit an ihrer interdisziplinären Habilitationsschrift zu den ökonomischen Grundlagen des Internationalen Privatrechts. Nach Forschungsaufenthalten an der University of Cambridge (UK) und dem Europäischen Hochschulinstitut in Florenz (Italien) wurde sie 2010 von der Universität Hamburg habilitiert. Von 2010 bis 2020 war sie Inhaberin des Lehrstuhls für Bürgerliches Recht, Zivilprozessrecht, Internationales Privat- und Prozessrecht, Europäisches Privatrecht und Rechtsvergleichung der Friedrich-Schiller-Universität Jena. Sei dem 1. Oktober 2020 ist sie Professorin an der Humboldt-Universität zu Berlin.
Giesela Rühl ist gewähltes Mitglied des European Law Institute, der International Academy of Comparative Law und der Europäischen Akademie der Wissenschaften und der Künste. Von 2010 bis 2015 war sie Mitglied der Jungen Akademie an der Berlin-Brandenburgischen Akademie der Wissenschaft und der Deutschen Akademie der Naturforscher Leopoldina. Von 2013 bis 2014 war sie Mitglied des Präsidiums der Jungen Akademie. Seit 2019 ist sie Generalsekretärin der European Association of Private International Law, seit 2023 Mitglied im Rat der Deutschen Gesellschaft für Internationales Recht.
Giesela Rühl ist (Mit-)Herausgeberin der im Jahr 2017 erschienenen 4-bändigen Encyclopedia of Private International Law, (Mit-)Herausgeberin des Informations- und Diskussionsportals conflictoflaws.net, Mitglied des Editorial Board des Journal of European Consumer and Market Law (EuCML), des Editorial Board des Transatlantic Law Journal (TLJ) sowie des Advisory Board des Common Market Law Review (CMLRev). Sie gehört zu den Initiatoren des Blog-Projektes „Wissenschaft und Familie“ der Jungen Akademie.
Giesela Rühl ist verheiratet und hat zwei Kinder.

## Auszeichnungen
Giesela Rühl wurde für ihre Promotion im Jahr 2003 mit der Otto-Hahn-Medaille der Max-Planck-Gesellschaft ausgezeichnet. Für ihre Habilitationsschrift erhielt sie im Jahr 2013 die Carus-Medaille der Deutschen Akademie der Naturforscher Leopoldina und im Jahr 2014 den Carus-Preis der Stadt Schweinfurt. Die von ihr mit herausgegebene Encyclopedia of Private International Law wurde 2018 von der American Society of International Law mit einem „Certificate of Merit“ gewürdigt.

## Werk
Giesela Rühl beschäftigt sich mit den Herausforderungen, die Globalisierung und europäische Integration für das Recht bedeuten. Sie untersucht, wie sich das Spannungsverhältnis zwischen global vernetzten Gesellschaften und national geltendem Recht auflösen lässt. Ihr besonderes Augenmerk gilt dabei der Europäisierung des Internationalen Privat- und Prozessrechts. Methodisch greift sie auf das Instrumentarium der Rechtsvergleichung und der Rechtsökonomik zurück.

## Schriften (Auswahl)
Monographien
- Statut und Effizienz. Ökonomische Grundlagen des Internationalen Privatrechts. Mohr Siebeck, Tübingen, 2011, ISBN 978-3-16-150698-7.
- Obliegenheiten im Versicherungsvertragsrecht. Auf dem Weg zum Europäischen Binnenmarkt für Versicherungen. Mohr Siebeck, Tübingen, 2004, ISBN 978-3-16-148295-3.

(Mit-)Herausgeberschaften
- New International Commercial Courts: A Comparative Perspective, Intersentia, 2024, ISBN 978-1-83970-509-0.
- How European is European Private International Law? Intersentia, 2019, ISBN 978-1-78068-698-1.
- Encyclopedia of Private International Law. Edward Elgar, Cheltenham/Northampton, 2017, ISBN 978-1-78254-722-8.
- Kohärenz im Europäischen Internationalen Privat- und Verfahrensrecht. Mohr Siebeck, Tübingen 2015, ISBN 978-3-16-153350-1.
- Conflict of Laws in a Globlialized World. Cambridge University Press, Cambridge, 2007, ISBN 978-0-511-51119-6.